# CSKA Moscou (basket-ball féminin)
Maillots
Le CSKA Moscou est un club omnisports russe dont la section basket-ball est une des plus titrées du pays. L'équipe féminine du CSKA a été l'une des équipes dominantes de la fin du championnat d'URSS avant l'effondrement du bloc soviétique en 1991. La section féminine a disparu dans les années 1990, mais le club a décidé de la faire revivre à partir de 2007 en transformant le club du Volgaburmash Samara en section du club omnisports.

## Palmarès
- Finaliste de la Coupe d'Europe des clubs champions : 1990
- Vainqueur de la Coupe Ronchetti : 1985, 1989, 1997
- Champion d'URSS : 1985, 1989
- Champion de Russie : 1992, 1993, 1994, 1995, 1996, 1997

## Joueuses célèbres ou marquantes
- Olesya Barel
- Elen Bounatiants
- Olga Bouriakina